# Shaw Clifton
Shaw Clifton, född 21 september 1945 i Belfast, Nordirland, död 29 maj 2023, var en irländsk-brittisk frälsningsofficer. Han var Frälsningsarméns 18:e general (högste internationella ledare) från 1 april 2006 till 2 april 2011.
Clifton blev frälsningsofficer 5 juli 1973 och kom då från kåren Edmonton i London, Storbritannien. Han var gift med Helen Ashman sedan 15 juli 1967 fram till hennes död 14 juni 2011 och var sedan 2013 gift med den danska frälsningsofficeren Birgitte Brekke. Hans första uppdrag som officer var som kårledare varefter han 1973–1974 hade uppdrag vid internationella högkvarteret i London. Åren 1975–1979 var paret stationerade i Rhodesia varpå de återvände till det Brittiska territoriet där de hade olika uppdrag som kårledare, divisionschef m.m. I juni 1995 blev han divisionschef i USA:s östra territorium. 
Han har varit ledare för Frälsningsarmén i Pakistan från augusti 1997, i Nya Zeeland, Fiji och Tonga från mars 2002 och juni 2004 - 31 mars 2006 i Storbritannien och republiken Irland.
28 januari 2006 blev han av Frälsningsarméns höga råd utsedd att från och med den 1 april 2006 överta uppdraget som general då John Larsson pensionerades. 
Under Shaw Cliftons ledning  expanderade Frälsningsarméns arbete kraftigt och verksamhet startades i tolv nya länder.
Under samma period etablerades också Frälsningsarméns internationella kommission i sociala rättvisefrågor baserat i New York liksom centret för andlig utveckling, baserat i London.